# 410
Починається падіння Західної Римської імперії.
Римська імперія розділена на дві частини. У Східній Римській імперії триває правління Феодосія II. У Західній править Гонорій. Галлію захопили узурпатори. У Китаї правління династії Цзінь. В Індії правління імперії Гуптів. У Японії триває період Ямато. У Персії править династія Сассанідів.
На території лісостепової України Черняхівська культура. У Північному Причорномор'ї готи й сармати. Історики VI століття згадують плем'я антів, що мешкало на території сучасної України приблизно з IV сторіччя. З'явилися гуни, підкорили остготів та аланів й приєднали їх до себе.

## Події
- Костянтин III переходить через Альпи в Італію, але бунт Геронтія в Іспанії проти його сина змусив повернутися.
- Імператор Гонорій послав магістратам у Британії листа, що тепер вони самі повинні дбати про охорону міст від англів, ютів і саксів.
- Флавій Констанцій отримує звання військового магістра і стає фактичним правителем Західної Римської імперії.
- Східна Римська імперія послала шість легіонів на підтримку Равенні. Їм вдалося змусити готського короля Аларіха до переговорів.
- 24 серпня вестготи під керівництвом Аларіха захопили та розграбували Рим. Раби відчинили Порта Салярія, готи ввірвалися в місто й грабували його три дні.
- Далі Аларіх пішов у Калабрію, збираючись переправитися в Африку, але шторм знищив його флот, чимало готів потонуло.
- Аларіх помер у Козенці, ймовірно від малярії. Новим королем візіготів став Атаульф.
- зникла корейська держава Східне Пуйо.

## Померли
- Аларіх I, вождь вестготів.